# 2008: Moherowa odyseja
2008: Moherowa odyseja – czwarty singel zespołu L-Dópa z 2007 roku, na którym znajduje się 31 utworów. Taka liczba jest spowodowana chęcią „pobicia rekordu” maxisingla Prohibition przez Doktora Yry. Na singlu znajduje się 11 wersji „prawie” tytułowego utworu Moherowy ninja, 14 kilkusekundowych parodii teleturnieju Jaka to melodia, oraz 6 nowych utworów. Jest to drugi singiel promujący album Gra?.

## Lista utworów
1. Moherowe Intro by Kazik (feat. Roztropowicz)
2. Jaka to melodia 1
3. Moherowy Ninja – wersja puytowa
4. Jaka to melodia 2
5. FunkPlaster (feat. FunkMaster, Janek)
6. Jaka to melodia 3
7. Moherowy Ninja (rmx by Ba-Lan Soundsystem – Pablopavo, Dubbist, Rootsdrivah)
8. Jaka to melodia 4
9. Moherowy Kazan
10. Jaka to melodia 5
11. Al Jazeera
12. Taka to melodia 6
13. Moherowy Drzordrz
14. Jaka to melodia 7
15. Moherodisco (Slavo rmx)
16. Jaka to melodia 7,5
17. Rórzowa Szczoteczka (feat. FunkMaster, Janek)
18. Jaka to melodia 8
19. Moherowy Lipka
20. Jaka to mordownia 9
21. Moherowy Wyrok
22. Jaka to melodia 10
23. Najlbirzszy Bankomat w Girzycku (feat. Zacier, Dj Mrufka, Git, Slavo)
24. Jaka to melodia 11
25. Funkmaster na blokach (feat. FunkMaster, Janek, Brat Pafnucy, PabloNerudoBolo)
26. Jaka to melodia 12,5
27. Czerniakowski Nindrza (feat. Git, Slavo)
28. Jaka to melodia 13,7
29. Moherowy Ninja – wersja znajdz Ÿ 10 szczegóuów (feat. Slavo)
30. Moherohumppa (feat. Git, Slavo)
31. III Międzynarodowy Festiwal Piosenki Familijnej (feat. FunkMaster, Brat Pafnucy, Borzenka, PabloNerudoBolo, Tato Jerzy, Janek)